# Med döden i hälarna (1981)
Med döden i hälarna (The Devil at Your Heels) är en kanadensisk dokumentärfilm från 1981 av National Film Board of Canada. Den visades i Sverige 1982 och året efter på SVT i två delar. Filmen handlar om en stuntman som ska företa sig att flyga en engelsk mil med en bil via en ramp över Saint Lawrencefloden. Filmen regisserades av Robert Fortier.